# Dakishimete Dakishimete
Singles de Berryz Kōbō
Madayade
(2008) Seishun Bus Guide
(2009)
Dakishimete Dakishimete (抱きしめて 抱きしめて) est le 19e single du groupe de J-pop Berryz Kōbō.

## Présentation
Le single, écrit, composé et produit par Tsunku, sort le 11 mars 2009 au Japon sur le label Piccolo Town. Il atteint la 8e place du classement des ventes hebdomadaire de l'Oricon. Il sort également dans une édition limitée avec une pochette différente et un DVD en supplément, ainsi qu'au format "single V" (vidéo DVD) deux semaines après. Une édition DVD "event V" sera aussi vendue lors de représentations du groupe. La chanson-titre figurera sur le sixième album du groupe, 6th Otakebi Album de 2010, ainsi que sur sa compilation Special Best Vol.2 de 2014.

## Formation
Membres créditées sur le single :
- Saki Shimizu
- Momoko Tsugunaga
- Chinami Tokunaga
- Māsa Sudō
- Miyabi Natsuyaki
- Yurina Kumai
- Risako Sugaya

## Liste des titres
Single CD
1. Dakishimete Dakishimete (抱きしめて 抱きしめて?)
2. Sono Subete no Ai ni (そのすべての愛に?)
3. Dakishimete Dakishimete (Instrumental) (抱きしめて 抱きしめて...?)

DVD de l'édition limitée
1. Dakishimete Dakishimete (Close-up Ver.) (抱きしめて 抱きしめて...?)

Single V
1. Dakishimete Dakishimete (抱きしめて 抱きしめて?)
2. Dakishimete Dakishimete (Dance Shot Ver.) (抱きしめて 抱きしめて...?)
3. Making Eizô (メイキング映像?) (Making-of)

DVD de l'édition "event V"
1. Dakishimete Dakishimete (Shimizu Saki Ver.) (抱きしめて 抱きしめて (清水佐紀 Ver.)?)
2. Dakishimete Dakishimete (Tsugunaga Momoko Ver.) (抱きしめて 抱きしめて (嗣永桃子 Ver.)?)
3. Dakishimete Dakishimete (Tokunaga Chinami Ver.) (抱きしめて 抱きしめて (徳永千奈美 Ver.)?)
4. Dakishimete Dakishimete (Sudo Maasa Ver.) (抱きしめて 抱きしめて (須藤茉麻 Ver.)?)
5. Dakishimete Dakishimete (Natsuyaki Miyabi Ver.) (抱きしめて 抱きしめて (夏焼雅 Ver.)?)
6. Dakishimete Dakishimete (Kumai Yurina Ver.) (抱きしめて 抱きしめて (熊井友理奈 Ver.)?)
7. Dakishimete Dakishimete (Sugaya Risako Ver.) (抱きしめて 抱きしめて (菅谷梨沙子 Ver.)?)